# Willibald Gawlik
 Willibald Gawlik (* 3. August 1919 in Ratibor, Oberschlesien; † 19. September 2003 in Greiling bei Bad Tölz) war ein deutscher klassischer Homöopath und Fachbuchautor.

## Leben
Gawlik war der Sohn des Juristen und Zentrumsabgeordneten Alfons Gawlik und seiner Frau Hedwig, geb. Pohl. Er wuchs in Ratibor auf und begann vor dem Zweiten Weltkrieg das Studium der Medizin an der Schlesischen Friedrich-Wilhelms-Universität zu Breslau. Er schloss sein von Kriegseinsätzen unterbrochenes Studium 1944 mit dem Staatsexamen ab und wurde Regimentsarzt in einem Lazarett.
Nach der Schlacht von Stalingrad geriet er in sowjetische Kriegsgefangenschaft. Noch vor der Kapitulation begann er Russisch zu lernen. Von einer schweren Fleckfieber-Erkrankung wurde er 1947 durch den homöopathisch arbeitenden Arzt Hartmut Oehmisch geheilt. Die entbehrungsreichen Jahre in sowjetischer Kriegsgefangenschaft prägten ihn tief.
Da nach Kriegsende seine ärztlichen Zeugnisse verloren waren, wiederholte er nach der Heimkehr aus Kriegsgefangenschaft das Staatsexamen in Humanmedizin an der Ludwig-Maximilians-Universität München und promovierte im Jahr 1950 mit der Doktorarbeit Die Callusbestrahlung bei Fingerfrakturen. Als Assistenzarzt war er in Kliniken in München, im Krankenhaus in Naila und am homöopathischen Krankenhaus München-Höllriegelskreuth tätig. Seit 1955 war Gawlik niedergelassener Facharzt für Allgemeinmedizin mit der Zusatzbezeichnung Homöopathie und Naturheilverfahren in Bad Tölz.
Von 1969 bis 1976 war er 1. Vorsitzender des Deutschen Zentralvereins homöopathischer Ärzte (DZVhÄ) sowie Gründer und von 1976 bis 1990 Vorsitzender des Arbeitskreises homöopathischer Ärzte im deutschen Zentralverband der Ärzte für Naturheilverfahren (ZÄN). Von 1978 bis 1990 war er Mitglied der Homöopathischen Arzneibuchkommission im ehemaligen Bundesgesundheitsamt (BGA) in Berlin und von 1980 bis 1990 Vorsitzender der Arzneimittelkommission D für Aufbereitung und Zulassung homöopathischer Arzneimittel im ehemaligen BGA.

## Auszeichnungen / Ehrungen
- 1972: Samuel-Hahnemann-Plakette des Deutschen Zentralvereins homöopathischer Ärzte
- 1973: Goldenes Ehrenzeichen des Deutschen Zentralvereins homöopathischer Ärzte
- 1987: Ehrennadel des Zentralverbands der Ärzte für Naturheilverfahren
- 1992: Goldene Hufeland-Medaille von Zentralverband der Ärzte für Naturheilverfahren

## Werke (Auswahl)
- Das Christuskind von Stalingrad. Erzählung nach einer wahren Begebenheit im Winter 1948/49. O.-Verlag, Berg am Starnberger See 1985, ISBN 3-88950-031-5.
- mit Werner Buchmann: Homöopathie in der Weltliteratur. O.-Verlag, Berg am Starnberger See 1985, ISBN 3-88950-021-8.
- Homöopathie und konventionelle Therapie. Anwendungsmöglichkeiten in der Allgemeinpraxis. Hippokrates Verlag, Stuttgart 1988, ISBN 3-7773-0742-4.
- Heiteres für Ärzte und Patienten. Erlebnisse aus einer Landarztpraxis im Isarwinkel. Haug Verlag, Heidelberg 1990, ISBN 3-7760-1178-5.
- Götter, Zauber und Arznei. Barthel & Barthel Verlag, Schäftlarn 1994, ISBN 3-88950-094-3.
- Samuel Hahnemann – Synchronopse seines Lebens. Geschichte, Kunst, Kultur und Wissenschaft bei Entstehung der Homöopathie 1755–1843. Sonntag Verlag, Stuttgart 1996, ISBN 3-87758-110-2.
- 275 bewährte Indikationen aus der homöopathischen Praxis. Hippokrates Verlag, Stuttgart 2001, ISBN 3-7773-1804-3.
- Arzneimittelbild und Persönlichkeitsportrait. Konstitutionsmittel in der Homöopathie. Hippokrates Verlag, Stuttgart 2002, ISBN 3-8304-5213-6. / 6. Auflage: Hippokrates Verlag, Stuttgart 2012, ISBN 978-3-8304-7496-8.
- Die homöopathische Anamnese. Hippokrates Verlag, Stuttgart 2001, ISBN 3-7773-1162-6.
- Homöopathie in der Geriatrie. Hippokrates Verlag, Stuttgart 2001, ISBN 3-7773-1803-5.
- Der kurze Weg zum homöopathischen Arzneimittel. Diagnostische Kausalketten – Bewährte Indikationen. Karl F. Haug Fachbuchverlag 2002, ISBN 3-8304-9012-7.